# The Kids Are All Right
The Kids Are All Right (bra: Minhas Mães e Meu Pai; prt: Os Miúdos Estão Bem) é um filme estadunidense de 2010 dirigido por Lisa Cholodenko.

## Enredo
Nic (Annette Bening) e Jules (Julianne Moore) são casadas e vivem na área de Los Angeles. Nic é uma obstetra, e Jules é uma dona de casa que está iniciando um negócio de design paisagístico. Cada um deu à luz uma criança usando o mesmo doador de esperma. A criança mais jovem Laser (Josh Hutcherson) quer encontrar seu pai doador de esperma, mas tem que ter 18 anos para fazê-lo. Ele implora sua irmã de 18, Joni (Mia Wasikowska), para entrar em contato com o banco de  esperma que identifica Paul (Mark Ruffalo) como o doador. Os três se encontram. Joni está impressionado com seu estilo de vida boêmio, e Paul se entusiasma por estar em suas vidas. Joni jura seu irmão ao segredo porque não quer virar suas mães. No entanto, Jules e Nic descobrem e convidam Paul para jantar. Quando Jules revela que ela tem um negócio de paisagem, Paul pede-lhe para transformar seu jardim de volta. Jules concorda, embora Nic não goste da ideia. Enquanto trabalha para Paul, Jules gosta que ele aprecie seu trabalho em contraste com Nic que, Jules sente, nunca apoiou sua carreira. Jules impulsivamente beija Paul numa tarde, e eles acabam na cama juntos, começando um caso.
Jules e as crianças começam a passar mais tempo com Paul. Nic acredita que Paul está minando sua autoridade sobre as crianças, por exemplo, dando Joni um passeio em sua motocicleta - que Nic proibiu - e sugerindo que ela dê ao Joni mais liberdade. Depois de uma acalorada discussão com Jules, Nic sugere que todos devem jantar na casa de Paul para aliviar a tensão. Nic relaxa e, pela primeira vez, se conecta com Paul. No entanto, Nic descobre vestígios dos cabelos de Jules no banheiro e no quarto de Paul. Quando voltam para casa, Nic confronta Jules. No começo, Jules nega, mas depois admite o caso. Nic está devastada, mas Jules assegura que não está apaixonada por Paul e não se voltou; Ela só queria ser apreciada. Joni e Laser têm ouvido os argumentos e também estão chateados com Jules. A casa torna-se tensa e Jules é forçada a dormir no sofá. Paul acha que ele se apaixonou por Jules e sugere que ela deixe Nic, traga as crianças e venha viver com ele. Jules declina, enojado com a falta de compreensão de Paul sobre seu relacionamento. As crianças estão zangadas com os dois.
A noite antes de Joni sai de casa para ir para a faculdade e Paul aparece na casa. Nic confronta-o com raiva, chamando-o de intruso, e diz-lhe que se ele quer uma família, ele deve fazer um dos seus. Rejeitado, Paul olha Laser de fora da janela, tentando chamar sua atenção, mas Laser o ignora. Mais tarde naquela noite, Jules chora e admite seus erros para sua família e implora seu perdão. Na manhã seguinte, a família leva Joni para a faculdade. Enquanto Nic e Jules juntas abraçam Joni para dizer adeus, eles também se tocam afetuosamente. Durante o passeio para casa, Laser diz a suas mães que elas não devem terminar o relacionamento porque são muito velhas. Jules e Nic riem, e o filme termina com elas sorrindo uma para o outra e de mãos dadas.

## Elenco
| Nome             | Personagem                      |
| ---------------- | ------------------------------- |
| Annette Bening   | Nicole "Nic" Allgood            |
| Julianne Moore   | Julianna "Jules" Martin Allgood |
| Mark Ruffalo     | Paul Hartmann                   |
| Mia Wasikowska   | Janine "Joni" Joan Allgood      |
| Josh Hutcherson  | Laser Emmett Allgood            |
| Yaya DaCosta     | Tanya                           |
| Kunal Sharma     | Jay                             |
| Rebecca Lawrence | Brooke                          |

## Recepção
No site agregador de críticas Rotten Tomatoes, 93% das 208 resenhas dos críticos são positivas. O consenso diz: "Vale a pena tanto como um pedaço em conjunto bem atuado e como uma declaração morna inteligente em valores familiares (...) é notável".

## Prêmios e Indicações
| Prêmio                          | Categoria                         | Recipiente                        | Resultado |
| ------------------------------- | --------------------------------- | --------------------------------- | --------- |
| Oscar 2011                      | Melhor Filme                      |                                   | Indicado  |
| Oscar 2011                      | Melhor Atriz                      | Annette Bening                    | Indicado  |
| Oscar 2011                      | Melhor Ator Coadjuvante           | Mark Ruffalo                      | Indicado  |
| Oscar 2011                      | Melhor Roteiro Original           | Lisa Cholodenko e Stuart Blumberg | Indicado  |
| BAFTA 2011                      | Melhor Atriz                      | Annette Bening                    | Indicado  |
| BAFTA 2011                      | Melhor Atriz                      | Julianne Moore                    | Indicado  |
| BAFTA 2011                      | Melhor Ator Coadjuvante           | Mark Ruffalo                      | Indicado  |
| BAFTA 2011                      | Melhor Roteiro Original           | Lisa Cholodenko e Stuart Blumberg | Indicado  |
| Golden Globe Awards 2011        | Melhor Filme - Comédia ou Musical |                                   | Venceu    |
| Golden Globe Awards 2011        | Melhor Atriz - Comédia ou Musical | Annette Bening                    | Venceu    |
| Golden Globe Awards 2011        | Melhor Atriz - Comédia ou Musical | Julianne Moore                    | Indicado  |
| Golden Globe Awards 2011        | Melhor Roteiro                    | Lisa Cholodenko e Stuart Blumberg | Indicado  |
| Independent Spirit Awards 2011  | Melhor Filme                      |                                   | Indicado  |
| Independent Spirit Awards 2011  | Melhor Atriz                      | Annette Bening                    | Indicado  |
| Independent Spirit Awards 2011  | Melhor Ator Coadjuvante           | Mark Ruffalo                      | Indicado  |
| Independent Spirit Awards 2011  | Melhor Diretor                    | Lisa Cholodenko                   | Indicado  |
| Independent Spirit Awards 2011  | Melhor Roteiro                    | Lisa Cholodenko e Stuart Blumberg | Venceu    |
| Screen Actors Guild Awards 2011 | Melhor Atriz Principal            | Annette Bening                    | Indicado  |
| Screen Actors Guild Awards 2011 | Melhor Ator Coadjuvante           | Mark Ruffalo                      | Indicado  |
| Screen Actors Guild Awards 2011 | Melhor Elenco                     |                                   | Indicado  |